# Долутегравір
Долутегравір — (міжнародна транскрипція DTG) — синтетичний противірусний препарат з групи інгібіторів інтегрази для прийому всередину. Долутегравір розроблений компанією «ViiV Healthcare» за участю компаній «GlaxoSmithKline», «Pfizer» та «Shionogi & Co», та затверджений FDA у серпні 2013 року і Європейською Комісією у січні 2014 року. У жовтні 2014 року долутегравір зареєстрований у Російській Федерації. Згідно угоди між компанією «ViiV Healthcare» та Патентним Пулом лікарських засобів для долутегравіру видана ліцензія на випуск препарату на території дії Патентного Пулу, у тому числі як на форму випуску для дорослих, так і форми для педіатричного використання. Уперше в географічне покриття Патентного Пулу увійшла Україна (виключно по педіатричній формі препарату).

## Фармакологічні властивості
Долутегравір — синтетичний противірусний препарат з групи інгібіторів інтегрази. Механізм дії препарату полягає у інгібуванні каталітичної активності ферменту вірусу ВІЛ — інтегрази, необхідної для реплікації вірусу в геном клітини господаря, що приводить до утворення неактивних вірусних частинок та гальмування подальшого поширення інфекції в організмі людини. До долутегравіру чутливий виключно вірус ВІЛ-1. Під час проведення клінічних досліджень підтверджено ефективність застосування долутегравіру в порівнянні із ралтегравіром, а також вищу ефективність комбінацій препаратів із включенням у схему лікування долутегравіру. Вищий рівень ефективності долутегравіру у порівнянні з ралтегравіром спостерігався у пацієнтів із високим вірусним навантаженням.

### Фармакокінетика
Долутегравір при прийомі всередину швидко всмоктується, максимальна концентрація в крові досягається протягом 2—3 годин. Біодоступність препарату не досліджена, при прийомі разом із жирною їжею біодоступність препарату збільшується. Препарат добре зв'язується з білками плазми крові. Долутегравір добре проникає через гематоенцефалічний бар'єр. Невідомо, чи долутегравір проникає через плацентарний бар'єр та виділяється в грудне молоко, але доведено, що препарат проходить через плацентарний бар'єр у тварин та виділяється в молоко тварин. Препарат метаболізується в печінці, виводиться з організму переважно з калом (53%), частково виводиться нирками (30%) у вигляді неактивних метаболітів. Період напіввиведення долутегравіру становить близько 14 годин, цей час може збільшуватися при порушеннях функції печінки та нирок.

## Показання до застосування
Долутегравір застосовується для лікування інфекції, спричиненої вірусом ВІЛ-1 у складі комбінованої терапії у дорослих та дітей. Монотерапія препаратом не застосовується у зв'язку з швидким розвитком резистентності вірусу ВІЛ до препарату.

## Побічна дія
При застосуванні долутегравіру, згідно даних клінічних досліджень, загальна частота побічних ефектів складає близько 20%. Найчастішими побічними явищами при застосуванні препарату є діарея (16% випадків застосування), нудота (15%) та головний біль (14%), рідше спостерігались висипання та свербіж шкіри, підвищення рівня амінотрансфераз (частіше у хворих із супутніми хронічними вірусними гепатитами) та гепатит, запаморочення, загальна слабість, блювання, біль у животі. Частота відмов від терапії долутегравіром у зв'язку із розвитком побічних ефектів становила 1—3%. При проведенні ВААРТ у хворих зростає імовірність розвитку серцево-судинних ускладнень, гіперглікемії та гіперлактемії. Під час проведення ВААРТ зростає імовірність синдрому відновлення імунної системи із загостренням латентних інфекцій.

## Протипокази
Долутегравір протипоказаний при підвищеній чутливості до препарату та при сумісному застосуванні з дофетилідом. З обережністю застосовують препарат при вагітності та годуванні грудьми.

## Форми випуску
Долутегравір випускається у вигляді таблеток по 0,05 г. Розроблено комбінований препарат долутегравіру разом із абакавіром та ламівудином.